# Angela Pellicciari
 (novembre 2017).
Si vous disposez d'ouvrages ou d'articles de référence ou si vous connaissez des sites web de qualité traitant du thème abordé ici, merci de compléter l'article en donnant les références utiles à sa vérifiabilité et en les liant à la section « Notes et références ».
Angela Pellicciari (née à Fabriano le 8 avril 1948) est une essayiste et une enseignante italienne.

## Note
- (it) Cet article est partiellement ou en totalité issu de l’article de Wikipédia en italien intitulé « Angela Pellicciari » (voir la liste des auteurs).